# Laurie Cunningham (futbolista nacido en 1921)
Laurie Cunningham (Consett, Condado de Durham, Inglaterra, 20 de octubre de 1921 - Bournemouth, 3 de octubre de 2013) fue un jugador de fútbol profesional inglés que jugaba en la posición de defensa.

## Biografía
Laurie Cunningham debutó como futbolista profesional en 1946 con el Barnsley FC a los 25 años de edad. en el club llegó a jugar 51 partidos y marcar un gol, el único de su carrera deportiva. En 1948 fichó por el AFC Bournemouth y tras nueve temporadas en el club fue fichado por el Dorchester Town FC, donde finalmente acabó su carrera deportiva en 1958.
Laurie Cunningham falleció el 3 de octubre de 2013 a los 91 años en el hospital real de Bournemouth.

## Clubes
| Club               | País       | Año         | Partidos | Goles |
| ------------------ | ---------- | ----------- | -------- | ----- |
| Barnsley FC        | Inglaterra | 1946 - 1948 | 51       | 1     |
| AFC Bournemouth    | Inglaterra | 1948 - 1957 | 273      | 0     |
| Dorchester Town FC | Inglaterra | 1957 - 1958 | ¿?       | ¿?    |